# Ausblinken
Unter Ausblinken versteht man das werkzeuglose Auslesen von gespeicherten Fehlercodes in Motorsteuergeräten (ECU), ABS-Steuergeräten, Airbag- und Klimasystemen im PKW und LKW.
Dazu wird das jeweilige Steuergerät in den Auslesemodus (Diagnoseabwurf) gebracht und die entsprechende Leuchte im Kombiinstrument beobachtet und deren Blinkcodes, vergleichbar eines Drehwählers (Impulswahl) abgelesen, wobei die Zahl der Blinkimpulse der Ziffer entspricht und eine „0“ als 10 Impulse ausgegeben wird.

## Beispiele
- Auslesen des Motorsteuergerätes (ECU): Drahtbrücke Stift A auf Stift B setzen des 12-poligen ALDL-Steckers, Zündung einschalten, nicht starten und das Blinken der Motorkontrollleuchte (MIL) mitzählen.[1]
- Auslesen des ABS: Drahtbrücke Stift A auf Stift H setzen des 12-poligen ALDL-Steckers, Zündung einschalten, nicht starten und das Blinken der ABS-Leuchte mitzählen. Nicht alle GM-Fahrzeuge haben den Stift H im 12-poligen ALDL-Stecker belegt, dann ist das Ausblinken nicht möglich.[2][3]
- Beim Opel Astra G muss zum Ausblinken des ECUs die Brücke im Diagnosestecker OBD-2 Stifte 4 und 6 nicht gesetzt werden, Es genügt, das Gaspedal im Kickdown zu halten und das Bremspedal bis zum Aufleuchten der Bremslichter zu halten und dann die Zündung zu aktivieren.[4][5]